# Volodymyr Troškin
Volodymyr Troškin (ukrajinsky Володимир Миколайович Трошкін, (28. září 1947, Jenakijeve – 5. července 2020) byl ukrajinský fotbalista, obránce, jenž reprezentoval někdejší Sovětský svaz. Po skončení aktivní kariéry působil jako trenér.

## Fotbalová kariéra
V nižších sovětských soutěžích začínal v týmu Šachtěr Jenakijevo a dále hrál za SKA Kyjev. V letech 1969–1977 hrál v nejvyšší soutěži Sovětského svazu za Dynamo Kyjev, nastoupil v 205 ligových utkáních a dal 21 gólů. S týmem získal čtyřikrát mistrovský titul a v roce 1974 Sovětský fotbalový pohár. S Dynamem Kyjev vyhrál v sezóně 1974/75 Pohár vítězů pohárů. V Poháru mistrů evropských zemí nastoupil v 21 utkáních a dal 1 gól, v Poháru vítězů pohárů nastoupil v 7 utkáních a v Poháru UEFA nastoupil ve 8 utkáních a dal 3 góly. Kariéru končil v týmu Dněpr Dněpropetrovsk. Za reprezentaci Sovětského svazu nastoupil v letech 1972–1977 v 31 utkáních a dal 1 gól. S reprezentací Sovětského svazu stříbrnou medaili za 2. místo na Mistrovství Evropy ve fotbale 1972, kde nastoupil ve 2 utkáních a bronzovou medaili za 3. místo na LOH 1976 v Montrealu, kde nastoupil v 6 utkáních.

## Ligová bilance
| Ročník                               | Zápasy | Góly | Klub                 |
| ------------------------------------ | ------ | ---- | -------------------- |
| Sovětská fotbalová Pervaja liga 1968 | 36     | 3    | SKA Kyjev            |
| Sovětská fotbalová Pervaja liga 1969 | 27     | 6    | SKA Kyjev            |
| Sovětská fotbalová Vysšaja liga 1969 | 3      | 1    | Dynamo Kyjev         |
| Sovětská fotbalová Vysšaja liga 1970 | 32     | 4    | Dynamo Kyjev         |
| Sovětská fotbalová Vysšaja liga 1971 | 28     | 1    | Dynamo Kyjev         |
| Sovětská fotbalová Vysšaja liga 1972 | 27     | 4    | Dynamo Kyjev         |
| Sovětská fotbalová Vysšaja liga 1973 | 27     | 4    | Dynamo Kyjev         |
| Sovětská fotbalová Vysšaja liga 1974 | 25     | 2    | Dynamo Kyjev         |
| Sovětská fotbalová Vysšaja liga 1975 | 23     | 3    | Dynamo Kyjev         |
| Sovětská fotbalová Vysšaja liga 1976 | 20     | 1    | Dynamo Kyjev         |
| Sovětská fotbalová Vysšaja liga 1977 | 20     | 1    | Dynamo Kyjev         |
| Sovětská fotbalová Vysšaja liga 1978 | 14     | 0    | Dněpr Dněpropetrovsk |
| CELKEM 1. liga                       | 219    | 21   |                      |

## Vyznamenání
- Řád za zásluhy I. třídy